# Barriga
Joaquim Angelo Brandao Ferreira – detto Barriga – (Paços de Ferreira, 17 settembre 1963) è un ex calciatore portoghese, di ruolo difensore.

## Biografia
Anche i suoi figli Joaquim Ângelo e Marco José sono calciatori.

## Carriera
Ha giocato nella massima serie portoghese con Porto, Espinho, Marítimo e Paços de Ferreira.